# آناتویا
آناتویا (به اسپانیایی: Añatuya) یک منطقهٔ مسکونی در آرژانتین است که در General Taboada Department واقع شده‌است. آناتویا ۲۳٬۲۸۶ نفر جمعیت دارد و ۹۸ متر بالاتر از سطح دریا واقع شده‌است.